# Ján Jamnický
Ján Jamnický, noto anche con lo pseudonimo di Gustáv Marro (Jasenová, 20 maggio 1908 – Poprad, 4 agosto 1972), è stato un attore, regista teatrale e sceneggiatore slovacco. Fu una delle personalità più importanti del teatro slovacco negli anni 1940. Sposò l'attrice Vilma Jamnická.

## Biografia

### Gioventù
Ján Jamnický nacque a Jasenová nella famiglia di un pastore evangelico. Da giovane era circondato dai libri, che in seguito lo assorbirono completamente. Si interessava soprattutto di filosofia e di tendenze artistiche. Si dedicava alla musica, ma lo interessavano anche la pittura e l'architettura.
A Bratislava incominciò a studiare medicina. Alla facoltà di medicina, a cui si iscrisse nel 1926, conobbe la futura moglie Vilma Březinová, che gli fece conoscere il teatro. Abbandonò gli studi di medicina dopo due anni e si iscrisse all'Accademia musicale e drammatica slovacca. Per richiesta dei genitori unì allo studio della recitazione anche gli studi di diritto alla facoltà di giurisprudenza dell'Università Comenio di Bratislava. Riuscì a completare entrambi i filoni di studio nel 1932.

### Jamnický attore
Ancora studente nel 1928 fu ospite sul palco del Teatro Nazionale Slovacco. Come membro a pieno titolo della Compagnia drammatica slovacca del Teatro Nazionale Slovacco esordì nel 1932 nei ruoli di Švihák e Compagno con i baffi nella produzione di Šulc di Najkrajšie topánky na svete ("Le scarpe più belle del mondo") di Josef Kopta. Ha ottenuto la sua prima grande opportunità nello stesso anno con il ruolo di Peter nella commedia Pohujšanje v dolini šentflorjanski ("Le maledizioni della valle di San Floriano") del drammaturgo sloveno Ivan Cankar per la regia di Andrej Bagar.
Jamnický superava la maggior parte dei suoi colleghi nel Teatro Nazionale Slovacco, non solo per la sua figura snella, ma anche per la sua visione e per l'esigenza nei confronti di sé stesso e degli altri. Era coraggiosa a non radersi il mento, cosa piuttosto insolita in quel periodo. Si potrebbe dire che non si adattava alla Compagnia drammatica slovacca del Teatro Nazionale Slovacco, che perseguiva una recitazione realistica. Come attore lavorava in modo stilizzato, con un suggeritore. La critica gli rimproverò il troppa pathos, una recitazione fredda e monotona. I tipi dei paesani, in particolare quelli di Tajovský, non gli si attagliavano affatto, mentre altri attori riuscivano brillantemente a interpretare il personaggio slovacco. Le qualità della recitazione sottovalutate di Jamnický furono notate solo dai critici teatrali cechi, durante lo spettacolo ospite della commedia Zmierenie ("La riconciliazione") di Ján Palárik a Praga.
Si esibì brillantemente nel ruolo Creonte nell'Antigone di Sofocle, con la regia di Janko Borodáč. Il ruolo di Creonte fu uno dei trionfi di Jamnický. La critica celebrò l'oratoria e la sua cultura del gesto. Lavorò anche in produzioni teatrali di drammaturghi slovacchi, ad esempio Jonáš Záborský e Ján Palárik. Come attore, si congedò dal palcoscenico nel 1949 con il ruolo di Čacký nella commedia Горе от ума ("Che disgrazia l'ingegno!") di Griboedov.

### Jamnický regista
Janko Borodáč notò il talento di Jamnický e lo impiegò nell'attività drammaturgica e anche come traduttore di drammi teatrali. Da lì, Jamnický era a un solo passo dalla regia, a cui iniziò a dedicarsi sistematicamente. Sul palcoscenico del teatro allestì un totale di 33 produzioni e con il tempo si dedicò alla recitazione solo sporadicamente.
Al Teatro Nazionale Slovacco iniziò con le fiabe e commedie di conversazione. Il suo debutto alla regia fu nella fiaba di Karel Jaromír Erben Il guardiano Cipolla si è perso. Successivamente ha anche tentato pezzi più impegnativi - rappresentazioni teatrali di Molière, Shakespeare, Schiller, Ibsen, Vojnović e di autori slovacchi come Zvon e Stodola. Durante la Jamnický divenne una personalità artistica di riferimento. Aggiornò le sue produzioni con allusioni ai fenomeni negativi del tempo. Durante lo Prima repubblica slovacca coraggiosamente portò in scena produzioni come "Il misantropo" e "Il malato immaginario" di Molière, il Guglielmo Tell di Schiller e Tanec nad plačom ("Danza sul pianto") di Zvon. Con questo approccio ristabilì l'equilibrio infranto dalle produzioni spesso filogovernative di Janko Borodáč.
Nella sua attività di regista Jamnický seguì l'avanguardia europea e sovietica - in particolare i registi russi Tairov, Mejerchol'd, Vachtangov, con cui entrò in contatto il lavoro durante il suo soggiorno a Mosca nel 1936. Tuttavia, rimase molto colpito dalle produzioni di Ochlopkov e in particolare dal suo Otello di Shakespeare. Disse della messa in scena: «E alla fine abbiamo pianto tutti all'Otello di Mosca - quindi abbiamo suonato. Per la prima volta, ho sperimentato ciò che Aristotele esigeva dalla tragedia: catarsi, purificazione - non la triste sofferenza soffocante, la tragedia sociale, ma catarsi sul mio stesso corpo».
Era un sostenitore della regia stilizzata - un regista che lavorava con un suggeritore. Con questo approccio alla regia, otteneva risultati sorprendenti soprattutto nei drammi in rima. Sul palco riusciva a creare armonia di colori, linee, movimento. Scopriva il significato nascosto dei drammi e lo interpretò in modo particolare. Nelle sue produzioni collaborava con il regista e scenografo Karol L. Zachar e con altre personalità del palcoscenico slovacco: Emil Belluš, Ladislav Vécsey e Ján Ladvenica.
L'ultimo regista di Jamnický nel 1944 fu la "Commedia" di Stodola sul mondo del teatro. In esso Jamnický espresse il suo atteggiamento nei confronti della direzione del teatro, che nella drammaturgia preferiva l'operetta, che Jamnický considerava un genere minore. La direzione insoddisfatta ritirò la produzione dal repertorio dopo le prime repliche e chiese a Jamnický di lasciare il teatro. Dopo la fine della seconda guerra mondiale, quando ripresero gli spettacoli del teatro di prosa, Jamnický non tornò più alla regia. Interpretò il suo ultimo ruolo come membro della compagnia di recitazione nel Teatro nazionale slovacco nel 1949.

### Dopo l'abbandono del Teatro Nazionale Slovacco

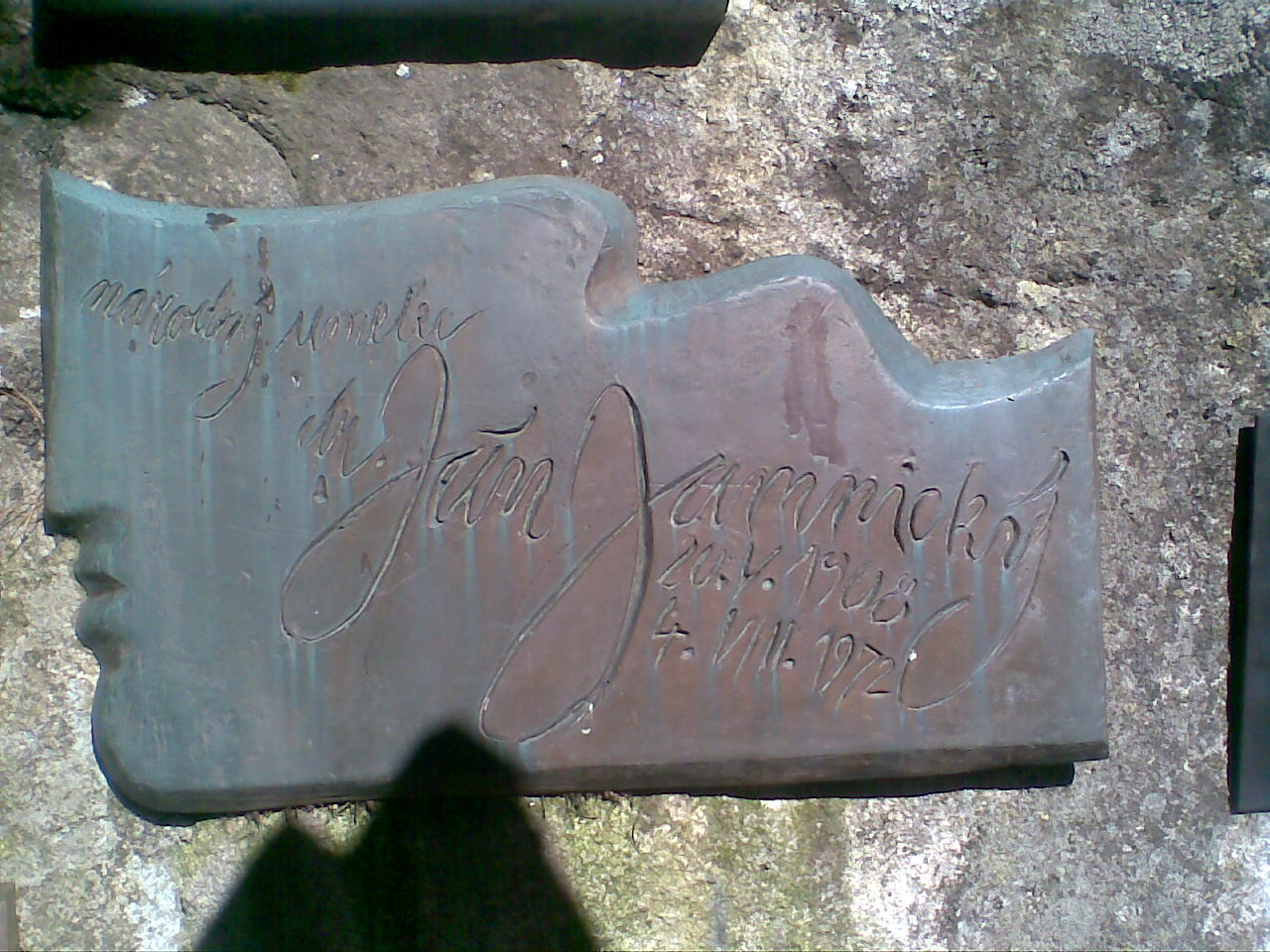
Una lapide ricorda Ján Jamnický a Vysoké Tatry al Cimitero simbolico dei Tatra.

Dal 1945 al 1949 lavorò al Cinema cecoslovacco come regista e sceneggiatore. Fu attore in film per la televisione e in spettacoli televisivi. Fu impegnato anche alla radio come recitatore. Il suo stile di recitazione influenzò in molti modi altri interpreti di poesie slovacche. Esaltava l'aspetto musicale e la melodia della lingua slovacca e creò un nuovo linguaggio teatrale.
Attese alla riorganizzazione della rete teatrale slovacca e partecipò anche al disegno della legge sulla nazionalizzazione del Teatro Nazionale Slovacco. Fu insegnante presso l'Accademia musicale e drammatica (1937-1944), presso l'Alta scuola di arti musicali (1949-1952), dove diresse il Dipartimento di recitazione e regia e presso il Dipartimento di marionette di Praga dell'Accademia teatrale di arti dello spettacolo. A causa dei suoi problemi di salute - ossia a causa dei "problemi di salute" del regime comunista - fu costretto al pensionamento anticipato all'inizio del 1953 e lavorò solo in modo molto irregolare. All'Alta scuola di arti musicali, di Jamnický non si poté parlare a lezione ancora negli anni 1957-1960. Interruppe la pensione solo partecipando a gruppi di recitazione della poesia slovacca: Čo vatru nietili, Slovenské ľudové balady e O krvi. Queste esibizioni confermarono che Ján Jamnický era ancora uno dei più suggestivi interpreti slovacchi della parola poetica.
Morì nell'ospedale di Poprad nel 1972, dopo una sua ascesa ai Monti Tatra. La morte di Jamnický è ancora un mistero, perché persino i medici non sono stati in grado di determinare con certezza se la morte per ipotermia sia avvenuta per incidente, o fosse la conseguenza di un gesto volontario.
Nel 1967 ricevette il titolo di artista meritevole, nel 1969 gli fu conferita la medaglia d'oro dell'Alta scuola di arti musicali, nel 1970 il titolo di artista nazionale e nel 1991 gli fu conferito in memoriam l'Ordine di Tomáš Garrigue Masaryk di III classe. Una via di Bratislava porta il suo nome.
František Zvarík nel suo libro di memorie Pierot s puškou scrisse: B«orodáč ci ha insegnato a camminare sul palcoscenico, Jamnický a ballare.»

## Ruoli teatrali (selezione)
- 1932: Nikolaj Evreinov: ja+ja+ja=Ja; regia: Ján Jamnický
- 1932: Ivan Cankar: Pohoršenie v svätofloriánskej doline (nel ruolo di Peter); regia: Andrej Bagar
- 1932: Bjørnstjerne Bjørnson: Nad našu silu (nel ruolo del pastore Bratt); regia: Janko Borodáč
- 1933: Oscar Wilde: Vejár lady Windermeerovej (nel ruolo di lord Cecil Graham); regia: Janko Borodáč
- 1933: Ján Palárik: Zmierenie alebo Dobrodružstvo pri obžinkoch (nel ruolo del barone Kostrovický); regia: Janko Borodáč
- 1933: William Shakespeare: Macbeth (nel ruolo di Malcolm); regia: Janko Borodáč,
- 1934: Anton Čechov: Višňový sad (nel ruolo di Trofimov); regia: Andrej Bagar
- 1934: Antoni Słonimski: Čistá rasa (rodina) (nel ruolo di Hans); regia: Vladimír Sýkora
- 1935: Jonáš Záborský: Najdúch (nel ruolo di Gejzík); regia: Janko Borodáč
- 1936: Ján Palárik: Zmierenie alebo Dobrodružstvo pri obžinkoch (nel ruolo del barone Kostrovický); regia: Janko Borodáč
- 1938: Ján Palárik: Inkognito (nel ruolo del poeta Jelenský); regia: Janko Borodáč
- 1940: Jonáš Záborský: Najdúch (nel ruolo di Gejzík); regia: Janko Borodáč
- 1940: Ivan Stodola: Čaj u pána senátora (nel ruolo di Pyskuliak); regia: Ferdinand Hoffman
- 1940: Sofocle: Antigone (nel ruolo di Creonte); regia: Janko Borodáč
- 1940: Georg Büchner: Dantonova smrť (nel ruolo di Saint Juste); regia: Ferdinand Hoffmann
- 1949: Aleksandr Sergeevič Griboedov Útrapy z rozumu (nel ruolo di Čacký); regia: Jozef Budský

## Regie teatrali (selezione)
- 1935: Henri Bernstein: Nádej;
- 1936: Július Barč-Ivan: Človek, ktorého zbili ("L'uomo che hanno ammazzato")
- 1936: Marcel Achard: Kokosový orech ("Noce di cocco");
- 1938: Aleksandr Nikolaevič Ostrovskij: Nevesta bez vena ("La fidanzata povera");
- 1939: Milan Begović: Boží človek ("L'uomo di Dio");
- 1939: Ivo Vojnović: Ekvinokcia ("Equinozio");
- 1940: Henrik Ibsen: Rosmersholm;
- 1940: Molière: Mizantrop ("Il misantropo");
- 1940: Pierre de Marivaux: Hra lásky a náhody ("Il gioco dell'amore e del caso");
- 1940: Július Barč-Ivan: Diktátor [1]
- 1941: Ivan Stodola: Keď jubilant plače;
- 1941: Aleksandr Vasil'evič Suchovo-Kobylin: Smrť Tarelkina/Smrť Tanierika ("La morte di Tarelkin")
- 1941: Gerhard Hauptmann: Kolega Crampton;
- 1942: Ján Poničan: Štyria ("I quattro");
- 1942: William Shakespeare: Sen noci svätojánskej ("Sogno di una notte di mezza estate");
- 1942: Friedrich Schiller: William Tell;
- 1943: Heinrich von Kleist: Rozbitý džbán ("La brocca rotta");
- 1943: Peter Zvon: Tanec nad plačom ("Danza sul pianto");
- 1943: Molière: Zdravý nemocný ("Il malato immaginario");
- 1944: Friedrich Schiller: Messinská nevesta ("La sposa di Messina");[2]
- 1944: Ivan Stodola: Komédia;

## Filmografia

### Ruoli cinematografici
- 1947: Varúj...! (nel ruolo del Direttore)
- 1948: Vlčie diery (nel ruolo di Marián)
- 1949: Katka (nel ruolo dell'Astrologo)
- 1958: Evička ide mestom (nel ruolo dello Zio)
- 1964: Dar mudrcov od východu
- 1965: Slovenské ľudové balady
- 1966: Siedmy kontinent
- 1967: Sedem svedkov (nel ruolo del 6º testimone)
- 1970: Rozsudok (nel ruolo del Dottore)

### Ruoli televisivi
- 1963: Elisa Triletová: Ruže na úver (nel ruolo di Donelle)
- 1964: Pedro Calderón de la Barca: Zalamejský richtár (nel ruolo di Filippo II)
- 1964: Robert Bolt: Muž pre každé počasie (nel ruolo di Enrico VIII)
- 1964: William Saroyan: Čas tvojho žitia (nel ruolo del Signore della società)
- 1965: Jean Paul Sartre: Nepochovaní (nel ruolo di Canoris)
- 1966: Fëdor Michajlovič Dostoevskij: Netočka Nezvanová (nel ruolo del principe)
- 1966: Ferdinand Bruckner: Alžbeta Anglická
- 1967: Ján Solovič: Zhasnuté slnko (nel ruolo di V. G. Čertkov)
- 1967: Freeman Wills Crofts: Starwelská tragédia (nel ruolo dell'Ispettore capo Mitchel)
- 1967: Walter Jens: Červená Róza (nel ruolo del giudice - narratore)
- 1969: Freeman Wills Crofts: Morská záhrada (nel ruolo dell'Ispettore capo Mitchel)